# Registre national des lieux historiques dans le comté de Marin

Localisation du comté de Marin en Californie

Ceci est la liste des lieux historiques inscrits sur le registre national dans le comté de Marin en Californie.
C'est censé être une liste exhaustive des propriétés et des districts des  lieux historiques du registre national dans le comté de Marin, en Californie. Les coordonnées de latitude et longitude sont fournies pour la plupart des propriétés et les districts du registre national ; ces localisations peuvent être aperçus sur Google Map.
Il y a 48 propriétés et districts répertoriés sur le registre national dans le comté, dont quatre monuments historiques nationaux.

## Liste actuelle
| Position | ID        | Type | Nom                                                               | Localisation | Ville                        | Date d'inscription | Image | Coordonnées                          | Description |
| -------- | --------- | ---- | ----------------------------------------------------------------- | --- | ---------------------------- | ------------------ | ----- | ------------------------------------ | --- |
| 1        | 84000903  | NRHP | Alexander-Acacia Bridge                                           | Alexander Avenue between Acacia and Monte Vista Avenues                                                                                        | Larkspur                     | 5 janvier 1984     |       | 37° 55′ 48″ nord, 122° 31′ 55″ ouest | |
| 2        | 71000164  | NHLD | Angel Island, U.S. Immigration Station (en)                       | Southeast of Tiburon in San Francisco Bay | Tiburon                      | 14 octobre 1971    |       | 37° 51′ 44″ nord, 122° 25′ 53″ ouest | |
| 3        | 80004490  | NRHP | William G. Barrett House                                          | 156 Bulkley Avenue | Sausalito                    | 17 juin 1980       |       | 37° 51′ 25″ nord, 122° 28′ 52″ ouest | |
| 4        | 74000528  | NRHP | Boyd House                                                        | 1125 B Street | San Rafael                   | 17 décembre 1974   |       | 37° 58′ 31″ nord, 122° 31′ 46″ ouest | Maintenance des maisons du musée de l'histoire de Marin |
| 5        | 80000818  | NRHP | Bradford House (en)                                               | 333 G Street | San Rafael                   | 6 juin 1980        |       | 37° 58′ 37″ nord, 122° 32′ 13″ ouest | |
| 6        | 79000493  | HD   | China Camp State Park                                             | 247 North San Pedro Drive | San Rafael                   | 26 avril 1979      |       | 38° 00′ 03″ nord, 122° 27′ 41″ ouest | |
| 7        | 10000356  | NRHP | Dipsea Trail (en)                                                 | Throckmorton Avenue, Sequoia Valley Road, Panoramic Highway, State Route 1, Muir Woods National Monument, Golden Gate National Recreation Area | Mill Valley et Stinson Beach | 4 juin 2010        |       | 37° 54′ 17″ nord, 122° 33′ 16″ ouest | |
| 8        | 72000236  | NRHP | Dixie Schoolhouse (en)                                            | 2255 Las Gallinas Avenue | San Rafael                   | 26 décembre 1972   |       | 38° 01′ 46″ nord, 122° 32′ 46″ ouest | |
| 9        | 72000237  | NRHP | Robert Dollar Estate                                              | 1408 Mission Avenue | San Rafael                   | 11 décembre 1972   |       | 37° 58′ 33″ nord, 122° 31′ 56″ ouest | |
| 10       | 91000920  | NRHP | Robert Dollar House                                               | 115 J Street | San Rafael                   | 23 juillet 1991    |       | 37° 58′ 48″ nord, 122° 32′ 28″ ouest | |
| 11       | 78000703  | NRHP | Dolliver House                                                    | 58 Madrone Avenue | Larkspur                     | 22 mai 1978        |       | 37° 55′ 53″ nord, 122° 32′ 15″ ouest | |
| 12       | 12001006  | NHLD | District historique et archéologique de Drakes Bay                | Adresse restreinte | Point Reyes Station          | 16 octobre 2012    |       | 38° 02′ 03″ nord, 122° 56′ 27″ ouest | Le site de débarquement reconnu de Francis Drake en 1579 et Sebastian Rodriguez Cermeño en 1595, et les interactions précoces entre les Amérindiens et ces visiteurs européens. |
| 13       | 80000817  | NRHP | Fashion Shop and Stephen Porcella House                           | 800 Grant Avenue and 1009 Reichert Avenue | Novato                       | 25 juin 1980       |       | 38° 06′ 26″ nord, 122° 33′ 59″ ouest | |
| 14       | 73000255  | HD   | Forts Baker, Barry et Cronkhite                                   | South of Sausalito off U.S. Route 101 | Sausalito                    | 12 décembre 1973   |       | 37° 50′ 09″ nord, 122° 28′ 40″ ouest | Les forts Baker, Barry et Cronkhite forment ensemble un district historique. |
| 15       | 78000704  | NRHP | Green Brae Brick Yard                                             | 125 East Sir Francis Drake Boulevard | Larkspur                     | 24 mars 1978       |       | 37° 56′ 41″ nord, 122° 30′ 20″ ouest | Connue maintenant comme le restaurant The Melting Pot restaurant |
| 16       | 85002306  | NRHP | Griswold House                                                    | 639 Main Street | Sausalito                    | 12 septembre 1985  |       | 37° 50′ 56″ nord, 122° 29′ 07″ ouest | |
| 17       | 98001347  | HD   | Hamilton Army Air Field Discontiguous Historic District (en)      | Mostly the southwest part of Hamilton Army Air Field                                                                                           | Novato                       | 20 novembre 1998   |       | 38° 03′ 33″ nord, 122° 30′ 52″ ouest | |
| 18       | 82000972  | HD   | Larkspur Downtown Historic District (en)                          | 234-552½ Magnolia Avenue | Larkspur                     | 7 octobre 1982     |       | 37° 56′ 06″ nord, 122° 32′ 08″ ouest | |
| 19       | 76000497  | NRHP | Lyford's Stone Tower                                              | 2034 Paradise Drive | Tiburon                      | 2 décembre 1976    |       | 37° 52′ 24″ nord, 122° 26′ 57″ ouest | |
| 20       | 00001268  | NRHP | Benjamin and Hilarita Lyford House (en)                           | 376 Greenwood Beach Road | Tiburon                      | 10 novembre 2000   |       | 37° 53′ 40″ nord, 122° 29′ 50″ ouest | |
| 21       | 100002108 | NRHP | Marconi-RCA Bolinas Transmitting Station (en)                     | Mesa Rd. | Bolinas                      | 23 février 2018    |       | 37° 54′ 47″ nord, 122° 43′ 40″ ouest | |
| 22       | 100001604 | NRHP | Marin City Public Housing                                         | 101-429 Drake Ave., 1-99 Cole Dr. | Marin City                   | 18 septembre 2017  |       | 37° 52′ 09″ nord, 122° 30′ 32″ ouest | |
| 23       | 91002055  | NHL  | Centre municipal du comté de Marin                                | Junction of North San Pedro Road and Civic Center Drive                                                                                        | San Rafael                   | 17 juillet 1991    |       | 37° 59′ 51″ nord, 122° 31′ 49″ ouest | Dernière commande de l'architecte Frank Lloyd Wright |
| 24       | 16000865  | NRHP | Marinship Machine Shop                                            | 25 Liberty Ship Way | Sausalito                    | 20 décembre 2016   |       | 37° 51′ 46″ nord, 122° 29′ 38″ ouest | |
| 25       | 82002204  | NRHP | Erskine B. McNear House                                           | 121 Knight Drive | San Rafael                   | 11 janvier 1982    |       | 37° 59′ 06″ nord, 122° 28′ 46″ ouest | |
| 26       | 71000163  | NRHP | Miller Creek School Indian Mound                                  | Address restricted | San Rafael                   | 14 octobre 1971    |       |                                      | |
| 27       | 14001234  | NRHP | Mount Tamalpais Mountain Theater (en)                             | 3801 Panoramic Hwy. | Mill Valley                  | 2 février 2015     |       | 37° 54′ 47″ nord, 122° 36′ 30″ ouest | |
| 28       | 81000097  | NRHP | Muir Beach Archeological Site                                     | Address restricted | Marin City                   | 26 janvier 1981    |       |                                      | |
| 29       | 07001396  | NMON | Monument national de Muir Woods                                   | Muir Woods Road | Mill Valley                  | 9 janvier 2008     |       | 37° 53′ 33″ nord, 122° 34′ 20″ ouest | |
| 30       | 76000217  | NRHP | Olema Lime Kilns (en)                                             | 4 mi (6,437376 km) southeast of Olema on State Route 1                                                                                         | Olema (en)                   | 8 octobre 1976     |       | 37° 59′ 18″ nord, 122° 44′ 46″ ouest | |
| 31       | 100002286 | HD   | Olema Valley Dairy Ranches Historic District (en)                 | Point Reyes NS & Golden Gate NRA | Environs de Olema (en)       | 9 avril 2018       |       |                                      | |
| 32       | 78000705  | NRHP | Outdoor Art Club (en)                                             | 1 W. Blithedale Avenue | Mill Valley                  | 16 novembre 1978   |       | 37° 54′ 25″ nord, 122° 32′ 49″ ouest | Club américain de style artisanal de 1904 conçu par Bernard Maybeck. Aile de 1923 de William Huson. Avec des jardins matures et pergola                                         |
| 33       | 85003324  | HD   | Pierce Point Ranch (de)                                           | Point Reyes National Seashore | Inverness                    | 6 décembre 1985    |       | 38° 11′ 23″ nord, 122° 57′ 15″ ouest | |
| 34       | 91001099  | HD   | Phare de Point Bonita                                             | Point Bonita | Sausalito                    | 3 septembre 1991   |       | 37° 48′ 56″ nord, 122° 31′ 46″ ouest | Construit en 1887 dans les Marin Headlands à l'entrée de la baie de San Francisco. Dernier phare habité sur la côte californienne (jusqu'en 1980).                              |
| 35       | 85002756  | NHLD | Point Reyes Lifeboat Rescue Station, 1927 (en)                    | Drake's Bay, Point Reyes National Seashore | Inverness                    | 7 novembre 1985    |       | 37° 59′ 39″ nord, 122° 58′ 25″ ouest | |
| 36       | 91001100  | HD   | Phare de Point Reyes                                              | Point Reyes National Seashore | Point Reyes                  | 3 septembre 1991   |       | 37° 59′ 44″ nord, 123° 01′ 24″ ouest | Terminé et allumé pour la première fois en 1870. Automatisé en 1975. |
| 37       | 100002109 | NRHP | RCA Point Reyes Receiving Station                                 | 17400 Sir Francis Drake Blvd. | Inverness                    | 23 février 2018    |       | 38° 05′ 33″ nord, 122° 56′ 39″ ouest | |
| 38       | 73000409  | NRHP | Rancho Olompali (en)                                              | Olompali State Historic Park | Novato                       | 12 janvier 1973    |       | 38° 09′ 12″ nord, 122° 34′ 18″ ouest | Site du village de Coast miwok, de Rancho Olompali mexicain et des bâtiments du ranch subséquents.                                                                              |
| 39       | 82002203  | NRHP | Valentine Rey House                                               | 428 Golden Gate Avenue | Belvedere                    | 22 avril 1982      |       | 37° 51′ 54″ nord, 122° 27′ 37″ ouest | |
| 40       | 95000997  | NRHP | San Francisco and North Pacific Railroad Station House-Depot (en) | 1920 Paradise Drive | Tiburon                      | 4 août 1995        |       | 37° 52′ 21″ nord, 122° 27′ 08″ ouest | |
| 41       | 84000907  | NRHP | San Rafael Improvement Club (en)                                  | 1800 5th Avenue | San Rafael                   | 29 mars 1984       |       | 37° 58′ 30″ nord, 122° 32′ 20″ ouest | |
| 42       | 93000272  | NRHP | Sausalito Woman's Club (en)                                       | 120 Central Avenue | Sausalito                    | 15 avril 1993      |       | 37° 51′ 07″ nord, 122° 28′ 51″ ouest | Bâtiment de 1918 de l'architecte de la région de la baie Julia Morgan |
| 43       | 78000702  | NRHP | Brock Schreiber Boathouse and Beach                               | 12830 Sir Francis Drake Boulevard | Inverness                    | 7 juillet 1978     |       | 38° 06′ 01″ nord, 122° 51′ 16″ ouest | |
| 44       | 89000819  | NRHP | Station KPH Operating Station (en)                                | 18500 State Route 1 | Marshall (en)                | 24 juillet 1989    |       | 38° 08′ 39″ nord, 122° 52′ 38″ ouest | |
| 45       | 88003223  | HD   | Station KPH, Marconi Wireless Telegraph Company of America (en)   | 18500 State Route 1 | Marshall (en)                | 24 juillet 1989    |       | 38° 08′ 39″ nord, 122° 52′ 38″ ouest | |
| 46       | 81000102  | NRHP | Steamship TENNESSEE Remains (en)                                  | Adresse restreinte | Marin City                   | 15 avril 1981      |       |                                      | |
| 47       | 75000437  | NRHP | Tomales Presbyterian Church and Cemetery (en)                     | 11 Church Street | Tomales                      | 1er août 1975      |       | 38° 14′ 43″ nord, 122° 54′ 26″ ouest | |
| 48       | 11000934  | NRHP | West Point Inn                                                    | Old railroad grade, Mt. Tamalpais | Mill Valley                  | 22 décembre 2011   |       | 37° 55′ 00″ nord, 122° 35′ 38″ ouest | 1904 inn at the westernmost point of the Mount Tamalpais and Muir Woods Railway                                                                                                 |